# Красная книга Брянской области
Красная книга Брянской области — аннотированный список редких и находящихся под угрозой исчезновения животных, растений и грибов Брянской области. Она была подготовлена коллективом учёных под редакцией Ю. П. Федотова.

## Первое издание
Первое издание Красной книги Брянской области выпущено в 2004 году в 2 томах. Красная книга Брянской области является официальным изданием, предназначенным как для специалистов, так и для широкого круга читателей.
В этом издании оценка состояния видов и популяций проведена по категориям, сочетающим как категории Красной книги Российской Федерации, так и категории Международного союза охраны природы, которые соотносятся следующим образом:
| Категории Красной книги России            | Категории по системе МСОП                                                   | Категории Красной книги Брянской области |
| 0 — вероятно исчезнувшие                  | RE — вероятно исчезнувшие в регионе                                         | 0 (RE)                                   |
| 1 — находящиеся под угрозой исчезновения  | CR — находящиеся в критическом состоянии (на грани исчезновения)            | 1 (CR)                                   |
| 2 — сокращающиеся в численности           | EN — находящиеся в опасном состоянии (исчезающие)                           | 2 (EN)                                   |
| 3 — редкие                                | VU — уязвимые                                                               | 3 (VU)                                   |
| 3 — редкие                                | NT — находящиеся в состоянии, близком к угрожаемому (потенциально уязвимые) | 3 (NT)                                   |
| 3 — редкие                                | LC — вызывающие наименьшие опасения                                         | 3 (LC)                                   |
| 4 — неопределенные по статусу             | DD — недостаточно изученные                                                 | 4 (DD)                                   |
| 5 — восстановленные и восстанавливающиеся | (отсутствует)                                                               | 5                                        |

### Первый том. Животные
В первом томе представлен список редких и находящихся под угрозой исчезновения животных Брянской области, который включает 113 видов: 24 — насекомые, 1 — миноги, 10 — рыбы, 5 — земноводные, 3 — пресмыкающиеся, 51 — птицы, 19 — млекопитающие.
Для каждого вида приведены иллюстрации, карта распространения, определены статус и категория редкости, даны краткое описание, сведения о численности и необходимых мерах охраны.

### Второй том. Растения. Грибы
Во втором томе представлен список редких и находящихся под угрозой исчезновения растений и грибов Брянской области, который включает 133 видов растений.
Для каждого вида приведены иллюстрации, карта распространения, определены статус и категория редкости, даны краткое описание, сведения о численности и необходимых мерах охраны.

## Второе издание
Второе издание Красной книги Брянской области вышло в 2016 году и включает 292 объектов животного и растительного мира (18 — мохообразных, 143 — сосудистых растений, 15 — грибов, 10 — лишайников, 23 — насекомых, 9 — миног и рыб, 5 — земноводных, 3 — пресмыкающихся, 53 — птиц, 13 — млекопитающих).